# Бородин, Василий Павлович
Василий Павлович Бородин (1 (13) марта 1854, Оренбургская губерния — после 1914) — войсковой старшина, младший офицер Оренбургского казачьего юнкерского училища, секретарь Оренбургского дворянского собрания, кавалер четырёх орденов. Старший брат генерал-майора М. П. Бородина.

## Биография
Родился 1 (13) марта 1854 года в посёлке Изобильном станицы Буранной, относящейся к первому военному отделу области Оренбургского казачьего войска (Оренбургская губерния), в семье казака Павла Ивановича Бородина.
Окончил Оренбургскую Неплюевскую военную гимназию, а затем поступил в Оренбургское казачье юнкерское училище, откуда выпустился по первому разряду.
Бородин начал службу в Русской императорской армии 8 августа 1870 года. Получил чин хорунжего в 1874 году, а через год стал корнетом. Дослужился до звания поручика в апреле 1877 года, а затем, в 1880 — стал ротмистром. Василий Павлович достиг звания сотника в марте 1894 года, после чего последовательно стал подъесаулом (в мае 1896) и есаулом (в июле 1896). Был произведён в войсковые старшины на границе двух веков — в 1899 году.
В 1875 году Бородин служил в Башкирском конном дивизионе; затем он последовательно числился в Оренбургском 3-м казачьем полку (по данным на 1877 год) и в Первой Оренбургской казачьей сотне (на 1885). В 1889 году он являлся младшим офицером Оренбургского казачьего юнкерского училища, а в 1894 — вновь оказался на действительной службе в Оренбургском 4-м казачьем полку.
Вышел в отставку в середине декабря 1899 года в чине войскового старшины с формулировкой «по домашним обстоятельствам». Будучи уже гражданским, он сначала избрался атаманом хутора Кривской (1900—1905), а затем получил пост заседателя Оренбургской дворянской опеки (с марта 1905 года). С октября 1907 года В. П. Бородин стал исполняющим делами секретаря Оренбургского дворянского депутатского собрания. В январе 1908 года Василий Павлович занял эту должность уже на постоянной основе и продолжал оставаться на данном посту вплоть до 1914 года.

## Награды
- Орден Святого Станислава 3 степени (1891)
- Орден Святой Анны 3 степени (1894)
- Бухарский орден серебряной звезды 2 степени (1899)
- Орден Святого Владимира 4 степени (1914)
- Серебряная медаль «В память царствования императора Александра III» (1896)[1]

## Семья
Младший брат: Михаил Павлович Бородин (1862 — после 1920) — генерал-майор, директор Вольского кадетского корпуса.
Василий Бородин был женат на дочери купца Василия Степановича Рыбакова — Клавдии Васильевне, родом из Оренбургской губернии. В семье было семеро детей: Ольга (род. 1891), Владимир (род. 1897), Любовь (род. 1899), Людмила (род. 1900), Лидия (род. 1902), Павел (род. 1906) и Георгий (род. 1912).